# Akalat de Tickell
Pellorneum tickelli
Espèce
Statut de conservation UICN

 LC  : Préoccupation mineure
L'Akalat de Tickell (Pellorneum tickelli) est une espèce de passereaux appartenant à la famille des Pellorneidae présent notamment en Indochine. Son nom commémore le colonel Samuel Richard Tickell (1811-1875), militaire et ornithologue britannique.